# Enzo Fiermonte
Enzo Fiermonte (Casamassima, 17 luglio 1908 – Mentana, 22 marzo 1993) è stato un pugile, attore e regista italiano. Come regista usò lo pseudonimo di William Bird.

## Biografia
Figlio dei casamassimesi Donato e Lucrezia Nanna, Enzo Fiermonte visse la sua infanzia, con genitori, fratelli e sorelle a Casamassima. Da adolescente, visse alcuni anni a Bari, dove la sua famiglia si era trasferita alla ricerca di migliori condizioni di vita.

### Pugile
Pugile professionista, conquistò grande fama tra la fine degli anni venti (il suo esordio avvenne a Roma il 22 novembre 1925 opposto ad Alfredo Venturi in un match senza verdetto) e i primi anni trenta. Ha combattuto tra i pesi medi e ha reso appassionanti le sue sfide con Mario Bosisio, contro cui perse il primo incontro il 1º marzo 1931 a Milano (in un incontro valido per il titolo italiano ed europeo), battendolo però nella rivincita, svoltasi a Roma il 19 ottobre 1931 alla presenza di Benito Mussolini, e conquistando così il titolo tricolore. Enzo Fiermonte combatté in anni in cui il pugilato era in Italia molto popolare, forse quanto il calcio.
La svolta che cambiò la vita al pugliese, ormai romano d'adozione, avvenne nel 1932, quando conobbe, mentre entrambi solcavano l'oceano a bordo di un lussuoso transatlantico, Madeleine Force Astor Dick; la Force era la ricca vedova del miliardario americano John Jacob Astor IV, scomparso nel disastro del Titanic, e era di 15 anni più anziana di quello che negli anni Venti divenne famoso come il Bello del ring; la donna s'invaghì di Fiermonte, spezzandone definitivamente la carriera. Per lei, Fiermonte chiese e ottenne il divorzio dalla prima moglie, Tosca Manetti, da cui aveva avuto il figlio Giovanni.
Fiermonte, quindi, per sposare il 27 novembre 1933 la Force, si allontanò per due anni dal quadrato, rinunciando alla sfida iridata con Marcel Thil e abbandonando il titolo italiano dei medi conquistato contro Bosisio. Il matrimonio gli aprì le porte di una nuova e fastosa esistenza che lo portò a stabilirsi in una sontuosa villa a Hollywood e a vivere di rendita. Questa unione durò poco meno di cinque anni – i due coniugi divorziarono l'11 giugno 1938 – e a quel punto Fiermonte volle sfruttare sino in fondo i propri tratti maschi e accattivanti, la sua straordinaria fotogenia, il suo ancora notevole vigore fisico e l'ulteriore fama raggiunta per questa movimentata e chiacchierata storia d'amore. Successivamente al divorzio dalla Force, Fiermonte iniziò un'altra storia d'amore, con l'ereditiera americana Caroline Leiper, che però si concluse ben presto a seguito del suo ritorno in Italia.
Si convinse, infatti, a iniziare una carriera d'attore cinematografico in un periodo in cui il fascismo, prossimo a entrare in guerra con gli Stati Uniti, era prontissimo ad accogliere il suo figliol prodigo. Fiermonte aveva del resto da tempo chiuso con i guantoni, salendo inutilmente sul quadrato in un ultimo svogliato incontro, risoltosi in una sconfitta, contro Les Kennedy, il 21 settembre 1934 al Legion Stadium di Hollywood. Da professionista, Fiermonte aveva sostenuto 56 volte combattimenti vincendone 43, di cui 10 prima del limite.

### Attore

Fiermonte nel pieno della sua carriera d'attore

Il suo fisico prestante e la sua duttilità atletica – a differenza di altri pugili-attori come Spalla, Carnera e più tardi Mitri, seppe cimentarsi anche in altre discipline come l'equitazione ed il tennis – gli consentirono di partecipare in rapida successione a diversi film di cappa e spada, e di genere pugilistico. 
I suoi esordi sulle scene coincisero con le sue prove più convincenti, come l'autobiografico L'ultimo combattimento di Piero Ballerini del 1941 e in seguito Il campione di Carlo Borghesio del 1943, pellicole in cui collaborò anche al soggetto; buona prova di sé la diede anche nel ruolo di protagonista in Fra Diavolo di Luigi Zampa del 1942. 
Negli stessi anni del suo rientro in Italia conobbe a un ricevimento l'aristocratica Giulia del Rio, giovanissima vedova ventiduenne di oltre dieci anni più giovane, con la quale allacciò una lunga relazione amorosa che non poté concludersi con il matrimonio a causa del veto imposto dalla famiglia di lei.
Fiermonte non seppe tuttavia mai uscire dallo stereotipo di attore aitante, muscoloso e scanzonato ma scarsamente dotato dal punto di vista artistico: nonostante la partecipazione a decine e decine di lungometraggi, con il passare degli anni le sue apparizioni cinematografiche si limitarono a ruoli spesso senza pretese. 
Fu anche scritturato da Luchino Visconti nel ruolo d'allenatore di pugilato in Rocco e i suoi fratelli e continuò a partecipare a svariati film sino al 1979. 
Complessivamente, Fiermonte prese parte a oltre 100 pellicole, ricorrendo talvolta a pseudonimi, tra i quali William Stockridge e Glenn Foster.

### Regista
Fiermonte tentò anche la strada della regia, con lo pseudonimo di William Bird, nel film del 1946 L'atleta di cristallo (girato a Bari, città della sua giovinezza), ma con esiti poco felici: la pellicola fu stampata in 29 copie e risulta ad oggi introvabile.

## Filmografia parziale

### Attore

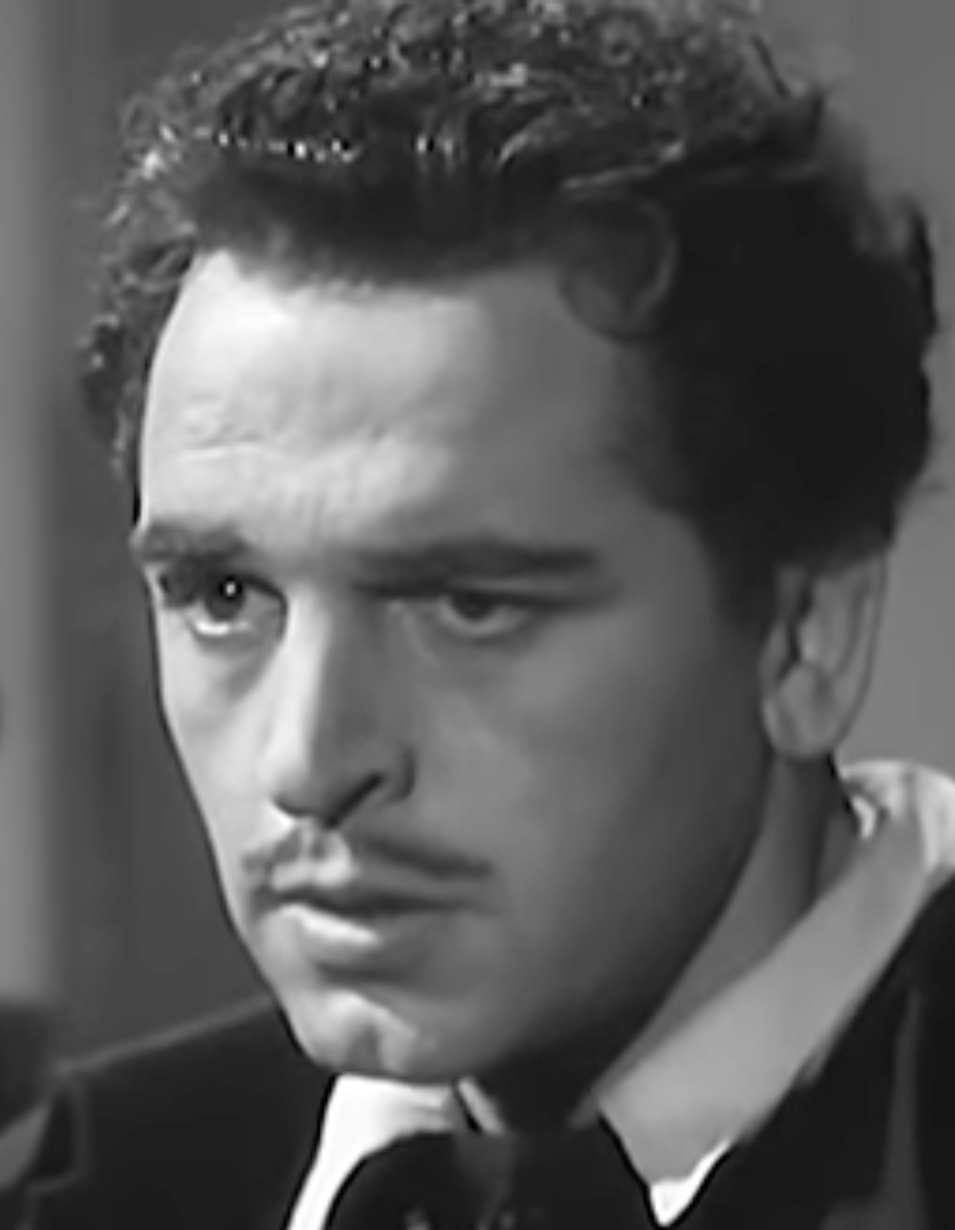
Fiermonte in Beatrice Cenci (1941)

- Il chiromante, regia di Oreste Biancoli (1941)
- L'ultimo combattimento, regia di Piero Ballerini (1941)
- Beatrice Cenci, regia di Guido Brignone (1941)
- Fra Diavolo, regia di Luigi Zampa (1942)
- Il mercante di schiave, regia di Duilio Coletti (1942)
- Finalmente sì, regia di László Kish (1943)
- L'ultima carrozzella, regia di Mario Mattoli (1943)
- Spie fra le eliche, regia di Ignazio Ferronetti (1943)
- Il campione, regia di Carlo Borghesio (1943)
- Nessuno torna indietro, regia di Alessandro Blasetti (1943)
- L'abito nero da sposa, regia di Luigi Zampa (1945)
- Non canto più, regia di Riccardo Freda (1945)
- Uno tra la folla, regia di Ennio Cerlesi (1946)
- Lo sparviero del Nilo, regia di Giacomo Gentilomo (1949)
- La sepolta viva, regia di Guido Brignone (1949)
- Buffalo Bill a Roma, regia di Giuseppe Accatino (1949)
- Il figlio di d'Artagnan, regia di Riccardo Freda (1949)
- Peppino e Violetta, regia di Maurice Cloche (1950)
- Le due sorelle, regia di Mario Volpe (1950)
- Quo vadis, regia di Mervyn LeRoy (1951)
- O.K. Nerone, regia di Mario Soldati (1951)
- I Piombi di Venezia , regia di Gian Paolo Callegari (1952)
- La leggenda di Genoveffa, regia di Arthur Maria Rabenalt (1952)
- Il tenente Giorgio, regia di Raffaello Matarazzo (1952)
- Era lei che lo voleva!, regia di Marino Girolami e Giorgio Simonelli (1952)
- La barriera della legge, regia di Piero Costa (1954)
- I cavalieri della regina, regia di Mauro Bolognini (1954)
- Cose da pazzi, regia di Georg Wilhelm Pabst (1954)
- La vendetta dei Tughs, regia di Gian Paolo Callegari e Ralph Murphy (1954)
- Altair, regia di Leonardo De Mitri (1955)
- Il cielo brucia, regia di Giuseppe Masini (1957)
- Il cocco di mamma, regia di Mauro Morassi (1957)
- La maja desnuda, regia di Henry Koster (1958)
- Erode il grande di Arnaldo Genoino e Viktor Turžanskij (1958)
- I pirati della costa, regia di Domenico Paolella (1960)
- I cosacchi, regia di Giorgio Rivalta e Viktor Turžanskij (1960)
- Rocco e i suoi fratelli, regia di Luchino Visconti (1960)
- Le baccanti, regia di Giorgio Ferroni (1961)
- Il figlio di Spartacus, regia di Sergio Corbucci (1962)
- La furia di Ercole, regia di Gianfranco Parolini (1962)
- I due gladiatori, regia di Mario Caiano (1963)
- Sandokan, la tigre di Mompracem, regia di Umberto Lenzi (1963)
- I due toreri, regia di Giorgio Simonelli (1964)
- Il trionfo di Ercole, regia di Alberto De Martino (1964)
- Il trionfo dei dieci gladiatori, regia di Nick Nostro (1964)
- Gli invincibili dieci gladiatori, regia di Nick Nostro (1964)
- Il pianeta errante, regia di Antonio Margheriti (1965)
- I diafanoidi vengono da Marte, regia di Antonio Margheriti (1965)
- La morte viene dal pianeta Aytin, regia di Antonio Margheriti (1965)
- I misteri della giungla nera, regia di Luigi Capuano (1965)
- I predoni del Sahara, regia di Guido Malatesta (1965)
- Caccia alla volpe, regia di Vittorio De Sica (1966)
- The Bounty Killer, regia di Eugenio Martín (1967)
- La donna, il sesso e il superuomo, regia di Sergio Spina (1967)
- Odissea, regia di Franco Rossi (1968)
- Candy e il suo pazzo mondo (Candy), regia di Christian Marquand (1968)
- Tenderly, regia di Franco Brusati (1968) – ruolo tagliato al montaggio
- Vivo per la tua morte, regia di Camillo Bazzoni (1968)
- Un minuto per pregare, un istante per morire, regia di Franco Giraldi (1968)
- La morte non ha sesso, regia di Massimo Dallamano (1968)
- La collina degli stivali, regia di Giuseppe Colizzi (1969)
- I quattro del pater noster, regia di Ruggero Deodato (1969)
- Il pistolero dell'Ave Maria, regia di Ferdinando Baldi (1969)
- Michele Strogoff, corriere dello zar, regia di Eriprando Visconti (1970)
- Scacco alla mafia, regia di Lorenzo Sabatini (1970)
- Ciakmull - L'uomo della vendetta, regia di E.B. Clucher (1970)
- Le tigri di Mompracem, regia di Mario Sequi (1970)
- ...continuavano a chiamarlo Trinità, regia di E.B. Clucher (1971)
- La Califfa, regia di Alberto Bevilacqua (1971)
- La vendetta è un piatto che si serve freddo, regia di Pasquale Squitieri (1971)
- Mio caro assassino, regia di Tonino Valerii (1972)
- ...e poi lo chiamarono il Magnifico, regia di E.B. Clucher (1972)
- Campa carogna... la taglia cresce, regia di Giuseppe Rosati (1973)
- Dagli archivi della polizia criminale, regia di Paolo Lombardo (1973)
- Gruppo di famiglia in un interno, regia di Luchino Visconti (1974)
- Scipione detto anche l'Africano, regia di Luigi Magni (1974)
- Il bestione, regia di Sergio Corbucci (1974)
- Il prefetto di ferro, regia di Pasquale Squitieri (1977)
- Mannaja, regia di Sergio Martino (1977)
- Il commissario di ferro, regia di Stelvio Massi (1978)
- Il furto della Gioconda, regia di Renato Castellani (1978)
- 6000 km di paura, regia di Bitto Albertini (1978)
- La vita è bella, regia di Grigori Chukhrai (1979)

### Regista
- L'atleta di cristallo, con lo pseudonimo di William Bird, anche attore, sceneggiatore e soggettista (1946)

## Doppiatori italiani
- Bruno Persa in Il tenente Giorgio, Il cocco di mamma, Vivo per la tua morte, Il pistolero dell'Ave Maria, ...continuavano a chiamarlo Trinità, Dagli archivi della polizia criminale
- Giulio Panicali in Beatrice Cenci, L'ultima carrozzella, L'abito nero da sposa, Non canto più, Lo sparviero del Nilo
- Gualtiero De Angelis in Le due sorelle, Sandokan, la tigre di Mompracem, Il trionfo dei dieci gladiatori, Gli invincibili dieci gladiatori
- Roberto Villa in Al di là della legge, Scacco alla mafia, La vendetta è un piatto che si serve freddo
- Emilio Cigoli in Fra Diavolo, Il mercante di schiave
- Arturo Dominici in La collina degli stivali, ...e poi lo chiamarono il magnifico
- Alberto Sordi in Teheran
- Glauco Onorato in Le baccanti
- Mario Pisu in Il figlio di Spartacus
- Riccardo Mantoni in I due gladiatori
- Giorgio Piazza in Il pianeta errante
- Nino Dal Fabbro in I diafanoidi vengono da Marte
- Renato Turi in I predoni del Sahara
- Massimo Foschi in The Bounty Killer
- Ennio Balbo in Odissea
- Sergio Fiorentini in Mannaja